# بوبكر بن عامر
بوبكر بن عامر أو القدية بلدية زراعية ريفية بولاية تكانت في موريتانيا.

## تاريخ
وتسمى البلدية بأبو بكر بن عامر لأنه توفي بالقرب منها عام 480 هـ. وأهلها يمارسون الزراعة والرعي وقدعرف أهلها بالطب التقليدي أيضا.